# Rtíshchevo
Rtíshchevo (del ruso: Ртищево) es una ciudad del óblast de Sarátov, en Rusia, centro administrativo del raión homónimo. Se encuentra 214 km al oeste de Sarátov. Contaba con 32 921 habitantes en 2009.
La base aérea de Rtíshchevo se encuentra en los alrededores.

## Historia

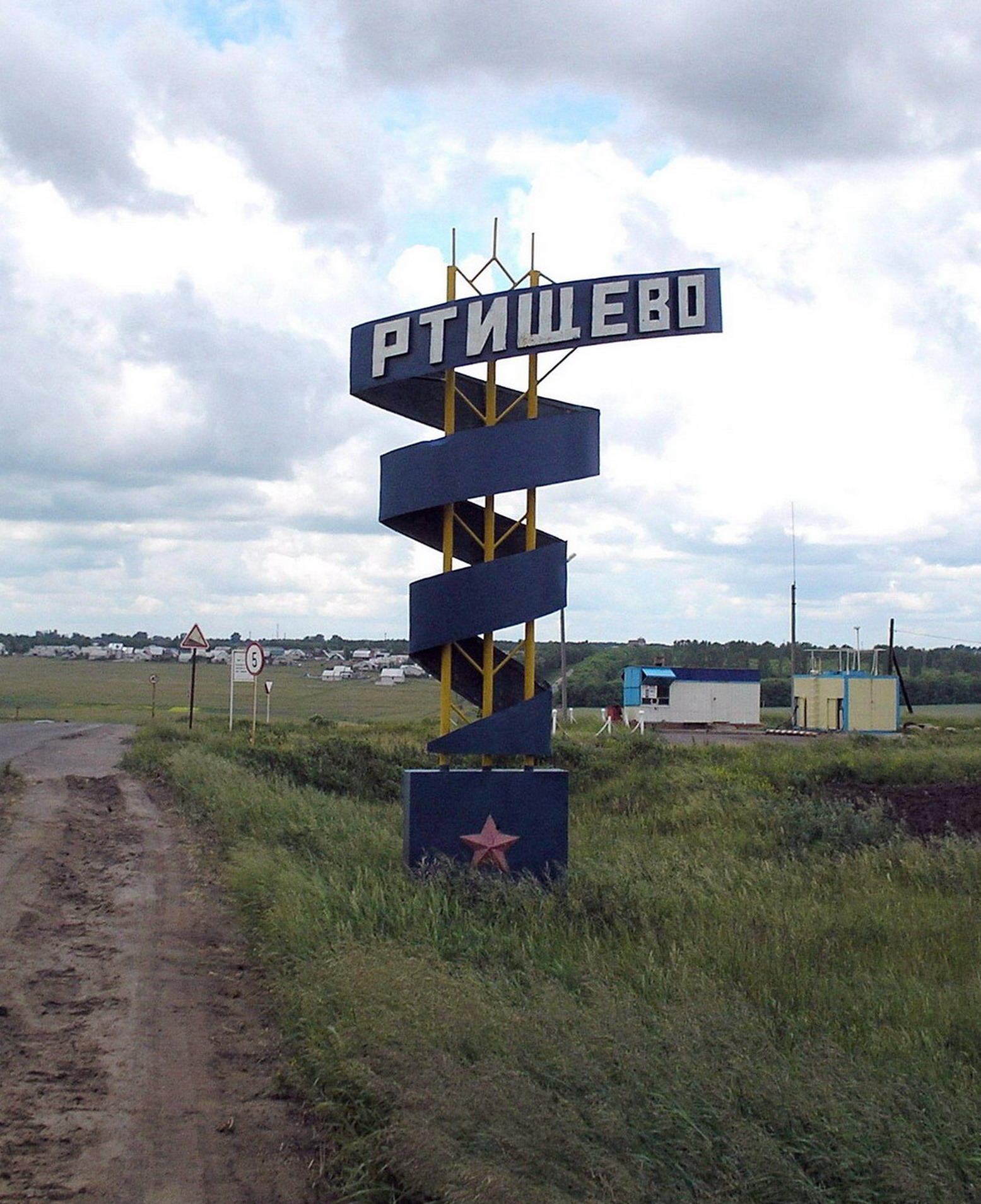
Entrada a la ciudad desde el norte

El pueblo de Rtíshchevo fue mencionado por primera vez en 1666, por la construcción de una iglesia de nombre Pokrovski, que sería el topónimo por el que se conocería también a la localidad. De acuerdo al decreto de Pedro el Grande las tierras de la población fueron distribuidas en 1723 entre veteranos de la Gran Guerra del Norte, entre ellos uno de apellido Rtíshchev, de donde deriva el nombre actual de la ciudad. En 1868, una asamblea del zemstvo decidió la construcción del ferrocarril Sarátov-Tambov, colocando una estación secundaria en Rtíshchevo. En 1871 la estación entró en funcionamiento. Esto dio ímpetu al desarrollo de varios asentamientos en el entorno. Con ellos Rtíshchevo formó un distrito administrativo que existió hasta 1917, año en que se creó el raión de Rtíshchevo, con centro en la localidad homónima. En 1920 recibió el estatus de ciudad.
De 1954 a 1957 formó parte del óblast de Balashov.

## Demografía
| 1897  | 1926   | 1939   | 1959   | 1970   | 1979   | 1989   | 2002   | 2009   |
| ----- | ------ | ------ | ------ | ------ | ------ | ------ | ------ | ------ |
| 3 000 | 11 400 | 24 800 | 32 700 | 37 100 | 41 100 | 44 339 | 44 185 | 42 921 |

## Economía y transporte

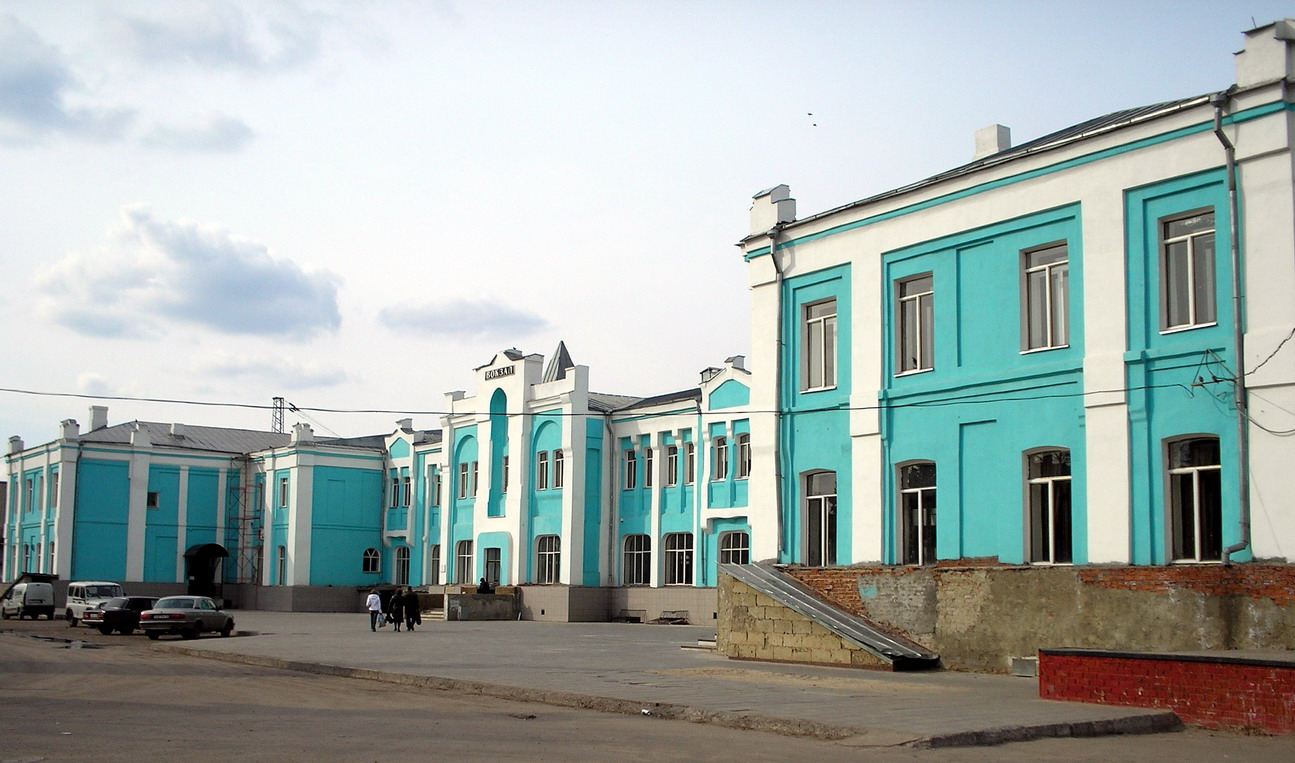
Estación de ferrocarril.

Las empresas principales de la ciudad son las relacionadas con el ferrocarril, que ocupan a tres cuartas partes de la población de la ciudad. También hay una gran fábrica de envasado de carne.
La localidad se encuentra en las líneas férreas Tambov-Sarátov y Penza-Povórino.

## Ciudades hermanadas
- Levice, Eslovaquia.